# Sandra Baía
Sandra Baía   (Lisboa, 26 de setembre de 1968) és una artista multidisciplinària portuguesa.

## Trajectòria
Va néixer a Lisboa l'any 1968. En acabar els seus estudis secundaris, es va traslladar a París i Londres, on va començar la seva carrera en la indústria de la moda. L'any 1995, va tornar a Portugal i va cursar, durant dos anys, els cursos de Pintura i Dibuix en Belles Arts. Després d'aquesta etapa formativa, va continuar de manera autodidacta.
L'any 2002 va iniciar la seva trajectòria artística multidisciplinària que reflecteix una experimentació amb diferents tècniques, materials i escales. Al llarg de la seva carrera, els seus processos de representació passen de la bidimensionalitat a la tridimensionalitat, de la pintura a l'objecte en l'espai, de l'expressionisme al minimalisme, de la figuració a l'abstracció.
L'any 2015 va començar una nova etapa d'expansió experimental en la seva carrera. Va abandonar el llenç, i es va concentrar en la tridimensionalitat de l'objecte en l'espai. També va introduir nous materials, com l'acer, l'acrílic i diversos compostos d'alumini. Quant a les instal·lacions, abandona l'espai expositiu interior i aposta per l'ocupació de l'espai públic per l'obra artística. Les obres Pillow Talk (2015), Imitative (2016) i Entalada (2018) són representatives d'aquest procés, entre les quals hi ha diversos punts comuns: la gran escala i el minimalisme conceptual.

## Estil artístic
La seva creació artística reflecteix el seu sentit de pertinença al context contemporani, explorant i superposant múltiples llenguatges artístics. Adopta una àmplia varietat de tècniques i materials industrials com a metàfora d'una societat postmoderna. El seu treball comparteix qüestions comunes a una expressió artística que dirigeix l'experiència de l'espectador més enllà del domini purament visual i convoca a una participació física o somàtica, a través de la tridimensionalitat minimalista, orgànica i abstracta de l'escultura i la instal·lació site-specific de petita, mitjana i gran escala. Des de la perspectiva d'aquesta interacció ambiental, s'explora l'íntima relació entre obra i espai, en tant se suggereix una relació visual, física i cognitiva, i la creació d'espais o ambients discursius en els quals l'espectador experimenta conceptes com a massa, pes i gravetat així com, la fluïdesa, la fragilitat i la inestabilitat.

## Obra

### Exposicions (selecció)
- Fuck Art Let´s Eat, col·lectiva, Museu Amadeu de Souza Cardoso, Amarante, Portugal (2020) i Galeria Fernando Santos, Porto, Portugal (2019).[6]
- One´s story is not enough, Galeria Fernando Santos, Porto, Portugal (2019).[7]
- Water Memory, Contemporary Talents 7a edició, Fondation François Schneider, Wattwiller, França (2019).[8]
- Simplicity isn´t simple, Fundação Dom Luís, Cascais, Portugal (2017)[9]
- Dans La Rôle, Museu São João de Deus, Telhal, Portugal (2017)
- Água Pedra, Museu del Côa, Foz Côa, Portugal (2017)
- Art Rio, Tal Art Gallery, Feira Internacional do Rio, Rio de Janeiro, Brasil (2017)
- Petra Gut Contemporary, Zúric, Suïssa (2017)
- Dialog N1 - Light – Aura – Reflex, Galeria Tal, Portugal i Rio de Janeiro, Brasil (2017)
- Special Random, Palacio Nacional de Mafra, P28, Mafra, Portugal (2016)
- mOstra Lisboa, Portugal (2016)[10]
- (de) Nature, Underdogs Gallery @ Com. Horta, Comporta, Portugal (2015)
- Looking is not Seeing, Galeria Hadid, Los Angeles, EE. UU. (2012)

### Projectes Comissionats
- Entalada, Projecte Travessa da Ermida, Lisboa (2018).[11]
- Personal Structures, Biennal de Venècia, Centre Cultural Europeu, Venècia, Itàlia (2017)[12]
- Imitative, Bacalhôa Buda Eden, Col·lecció Berardo, Bombarral (2016).[13]
- Pillow Talk, Bacalhôa Buda Eden, Col·lecció Berardo, Bombarral (2016).[14]

### Col·leccions
La seva obra es troba en les col·leccions de la Fundació Andy MacDonald, la Col·lecció Berardo, la Cinemateca Portuguesa, la Creu Roja, el Grup Espírito Santo, el Museu d'Art Contemporani Helga d'Alvear de Càceres, la Fundació François Schneider, la Fundació Didac, la Col·lecció Norlinda i José Lima, o la Fundació Teresa Regojo, entre d'altres.

## Premis i reconeixements
- Talents Contemporanis 7a edició, Fondation François Schneider, Wattwiller, França.[17]